# Klaus Leeb
Klaus Leeb (* 16. Januar 1942 in Innsbruck) ist ein österreichischer Informatiker und Mathematiker. Er war Professor an der Universität Erlangen-Nürnberg und ist inzwischen emeritiert.

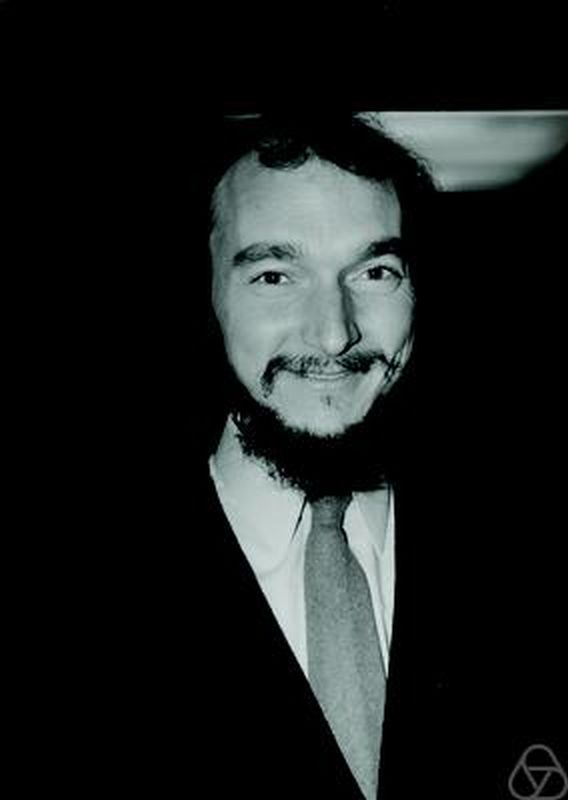
Klaus Leeb, Erlangen 1972

## Leben und Wirken
Leeb wuchs in Wattens auf. Bereits mit 23 Jahren wurde er 1965 bei Gustav Lochs an der Universität Innsbruck mit der Arbeit Eine selbstduale Verallgemeinerung des Laskerschen Einzigkeitssatzes für Primärdarstellungen promoviert. Im Jahr 1972 wurde er zum ersten Informatik-Professor an der Universität Erlangen-Nürnberg überhaupt, genauer auf dem Gebiet der Theoretischen Informatik, berufen und ist inzwischen emeritiert. Er war unter anderem Gastprofessor an der University of Minnesota.
Leeb leistete Beiträge zur Ramseytheorie, teilweise zusammen mit Ronald Graham und Bruce Lee Rothschild. 1971 gehörte er zu den ersten Empfängern des George-Pólya-Preises.